# Nepenthes villosa
Nepenthes villosa (Llatí: villosus = vellut) és una espècie tropical de planta insectívora pertanyent al gènere Nepenthes.

## Particularitats
Creix en altituds més elevades que qualsevol altra espècie de Nepenthes de Borneo, en una altitud de 2400 a 3200 m. N. villosa és endèmica dels boscs molsosos i subalpins del Mont Kinabalu i del seu veí el Mont Tambuyukon. Es caracteritza pel seu peristoma altament desenvolupat, que serveix per distingir-la dels seus parents propers N. edwardsiana i N. macrophylla.

## Híbrids naturals
S'han enregistrat dues hibridacions naturals de N. villosa:
- N. edwardsiana × N. villosa [=N. × harryana][1]
- N. rajah × N. villosa [=N. × kinabaluensis][1]

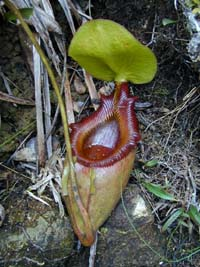
N. × kinabaluensis